# Да пропуснеш Коледа
„Да пропуснеш Коледа“ (на английски: Christmas with the Kranks) е американска комедия от 2004 г., адаптация на едноименния роман, написан от Джон Гришам през 2001 г. Режисиран е от Джо Рот, по сценарий на Крис Кълъмбъс, който е също продуцент на филма. Във филма участват Тим Алън, Джейми Лий Къртис, Дан Акройд, Ерик Пер Съливан, Чийч Марин, Джейк Бъзи и М. Емет Уолш. Това е последният филм на Том Постън преди смъртта му през 2007 г.

## Актьорски състав
| Актьор               | Роля                           |
| -------------------- | ------------------------------ |
| Тим Алън             | Лутър Кранк                    |
| Джейми Лий Къртис    | Нора Кранк                     |
| Дан Акройд           | Вик Фрохмайър                  |
| Дейва Хълси          | Аманда Фрохмайър               |
| Джули Гонсало        | Блеър Кранк, дъщерята на Кранк |
| М. Емет Уолш         | Уолт Шийл                      |
| Елизабет Франц       | Бев Шийл                       |
| Ерик Пер Съливан     | Спайк Фрохмайър, синът на Вик  |
| Чийч Марин           | Полицай Салино                 |
| Джейк Бъзи           | Полицай Трийн                  |
| Остин Пенделтън      | Марти                          |
| Том Постън           | Отец Забриски                  |
| Ким Роудс            | Джули, служителка на Лутър     |
| Върни Уотсън-Джонсън | Дон, служител на Лутър         |

## В България
В България филмът е пуснат на DVD на 19 ноември 2005 г. от Съни Филмс.
На 22 декември 2008 г. Нова телевизия излъчи филма с български дублаж за телевизията. Дублажът е от Арс Диджитал Студио, чийто име не се споменава. Екипът се състои от:
| Преводач            | Яна Янева                                                                  |
| Режисьор на дублажа | Венета Маринова                                                            |
| Тонрежисьор         | Дора Маринова                                                              |
| Озвучаващи артисти  | Силвия Лулчева Мариана Жикич Любомир Младенов Борис Чернев Пламен Манасиев |